# سرگی پینیایف
سرگی پینیایف (روسی: Сергей Максимович Пиняев؛ زادهٔ ۲ نوامبر ۲۰۰۴) بازیکن فوتبال اهل روسیه است که در حال حاضر برای باشگاه فوتبال لوکوموتیو مسکو بازی می‌کند. 
از باشگاه‌هایی که در آن بازی کرده است می‌توان به باشگاه فوتبال کریلیا سووتوف سامارا اشاره کرد.
وی همچنین در تیم‌های ملی فوتبال زیر ۱۵ سال، زیر ۱۶ سال، زیر ۱۷ سال، زیر ۱۹ سال، زیر ۲۳ سال و بزرگسالان روسیه بازی کرده است.